# Mézin
Mézin (okzitanisch: Mesin) ist eine französische Gemeinde mit 1.455 Einwohnern (Stand: 1. Januar 2022) im Département Lot-et-Garonne in der Region Nouvelle-Aquitaine. Sie gehört zum Arrondissement Nérac und zum Kanton L’Albret. Die Einwohner werden Mézinais genannt.

## Geografie
Die Gemeinde Mézin liegt an der Grenze zum Département Gers am Fluss Gélise, in den hier der Fluss Auzoue mündet. Umgeben wird Mézin von den Nachbargemeinden Andiran im Norden, Fréchou im Nordosten, Moncrabeau im Osten, Lannes im Osten und Süden, Fourcès im Süden, Poudenas im Südwesten sowie Réaup-Lisse im Westen und Nordwesten. Durch die Gemeinde führt die frühere Route nationale 656 (heutige D656).

## Bevölkerungsentwicklung
| Jahr                       | 1962 | 1968 | 1975 | 1982 | 1990 | 1999 | 2006 | 2014 | 2022 |
| Einwohner                  | 2112 | 1976 | 1800 | 1609 | 1455 | 1461 | 1526 | 1578 | 1455 |
| Quellen: Cassini und INSEE |      |      |      |      |      |      |      |      |      |

## Sehenswürdigkeiten
- Kirche Saint-Jean-Baptiste aus dem 11. Jahrhundert, Monument historique seit 1840
- Kirche Saint-Barthélemy im untergegangenen Dorf Trignan aus dem 13. Jahrhundert, Monument historique seit 1999
- Schloss Carboste
- Schloss Perréou
- Korkmuseum
- Lavoir

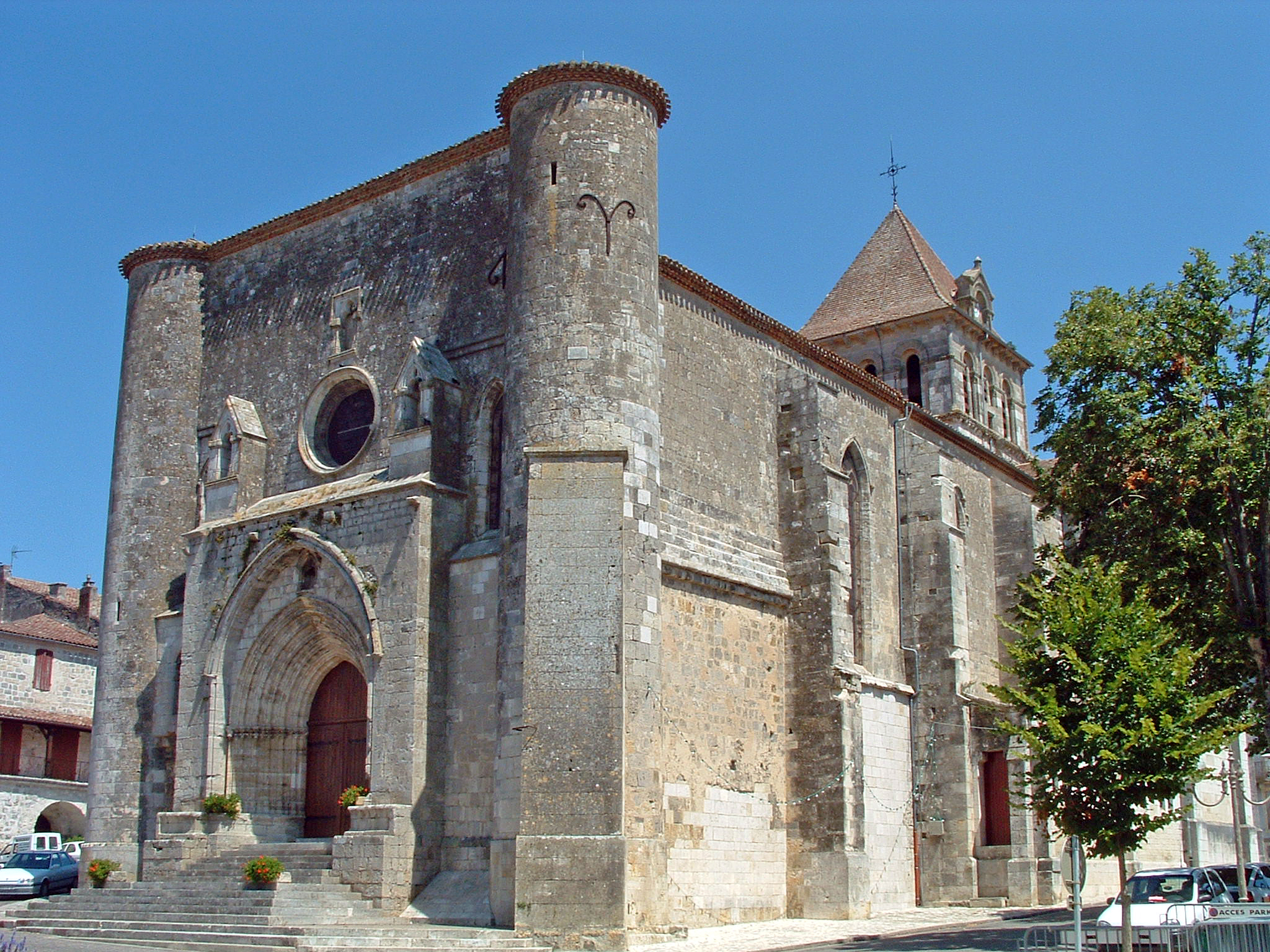
Kirche Saint-Jean-Baptiste
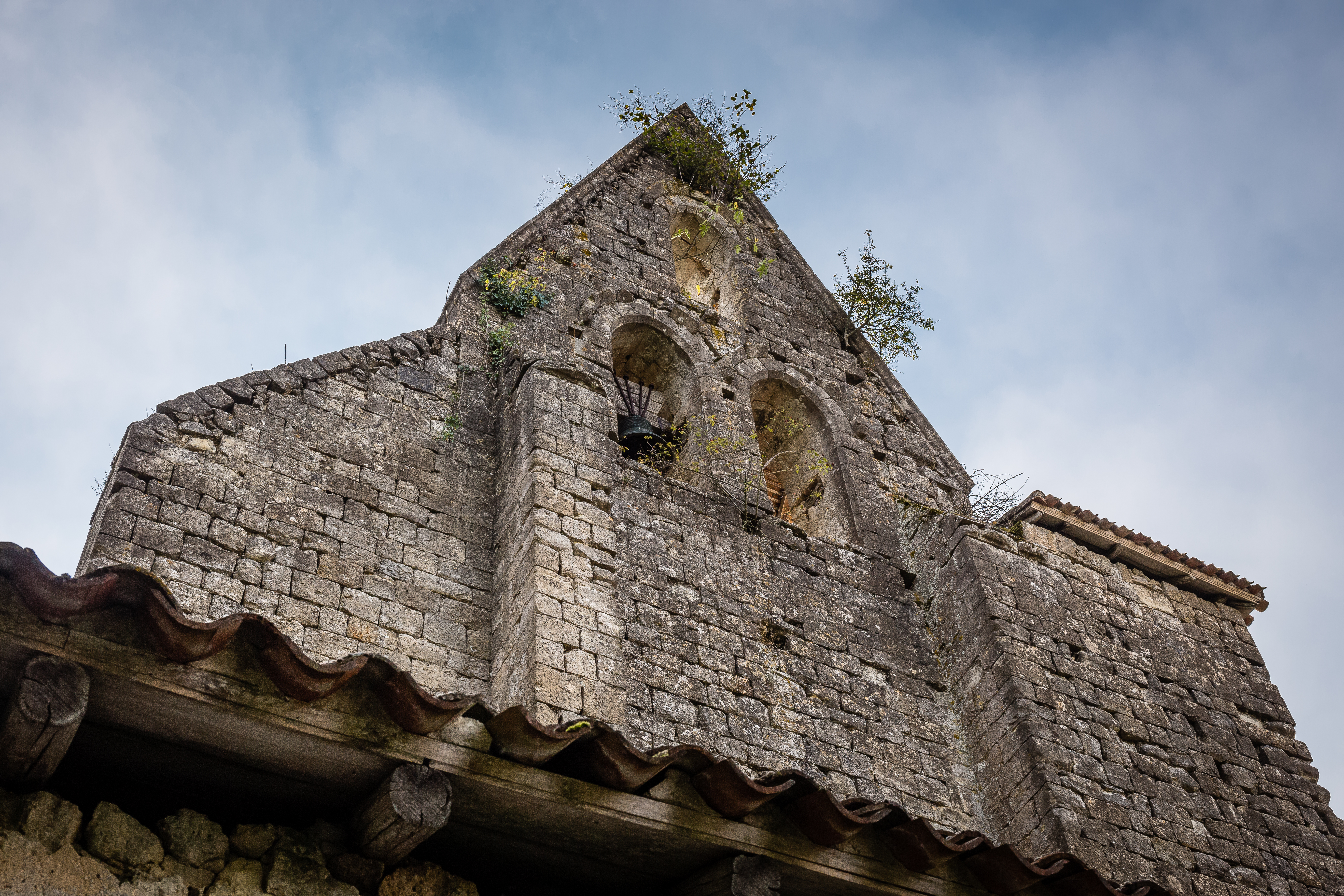
Kirche Saint-Barthélemy
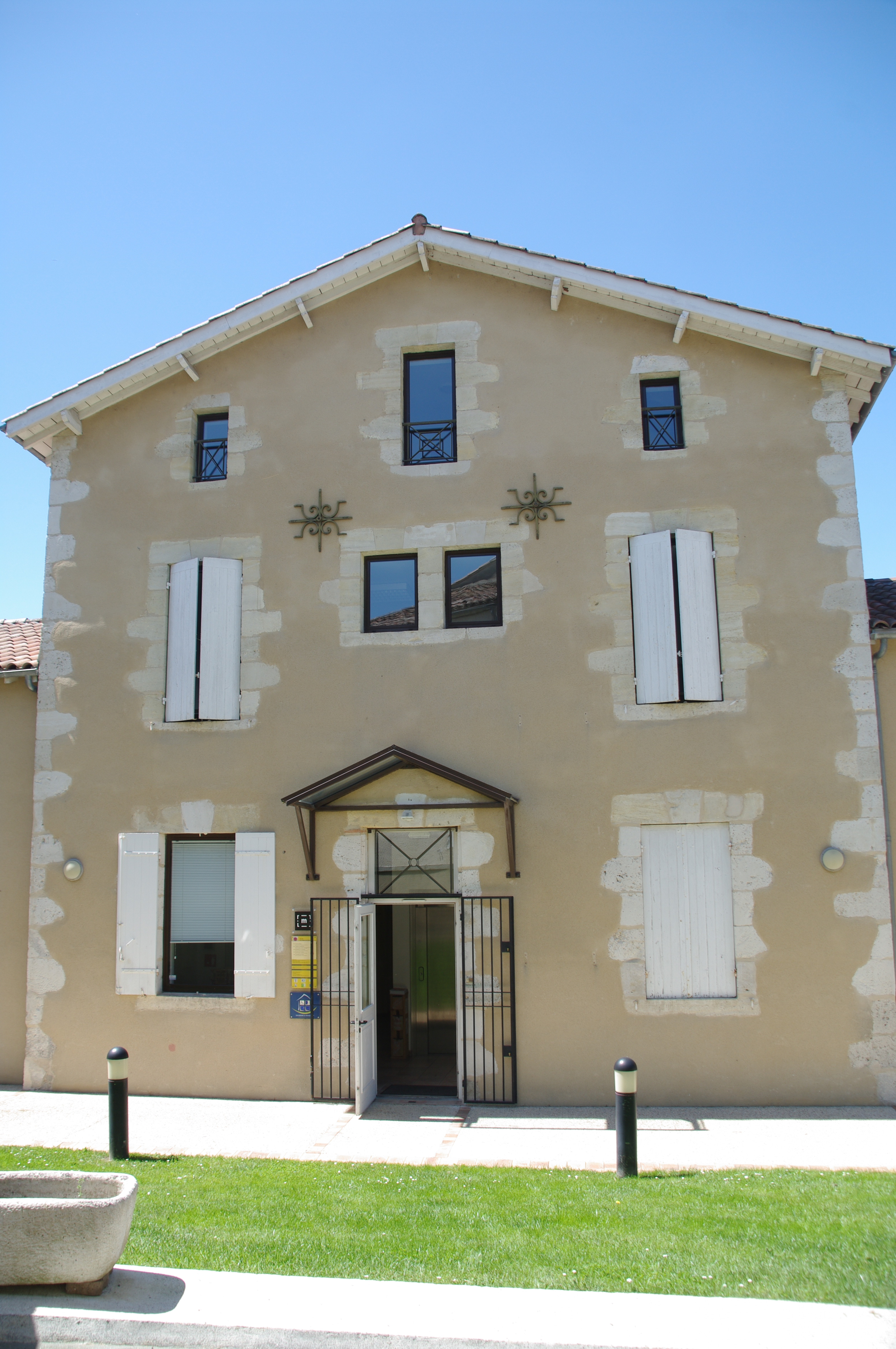
Korkmuseum
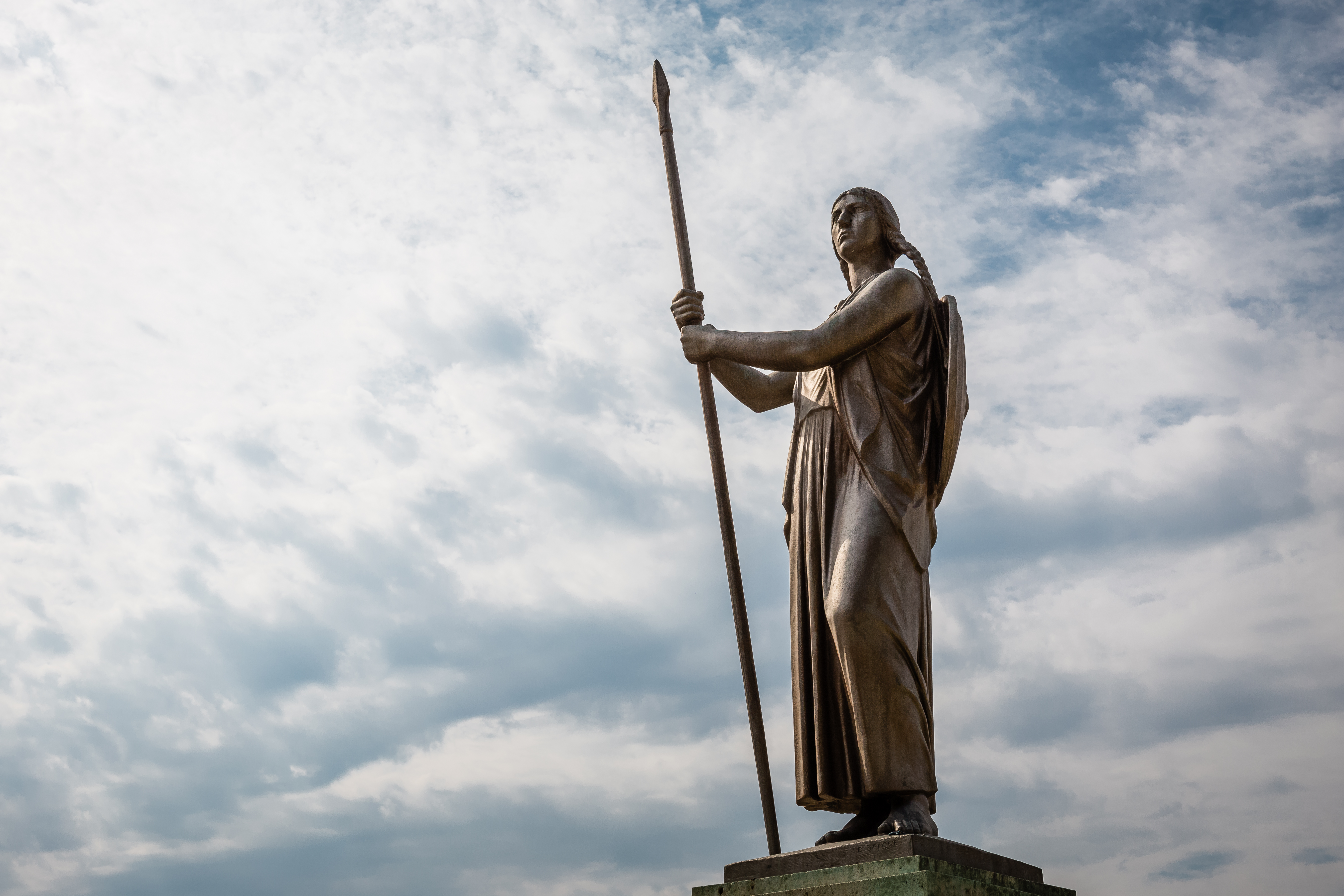
Gefallenendenkmal

## Persönlichkeiten
- Louis-Mayeul Chaudon (1737–1817), Lexikograph und Biograph
- Armand Fallières (1841–1931), Politiker, französischer Staatspräsident (1906–1913)

## Gemeindepartnerschaft
Mit der spanischen Gemeinde Sariñena in der Provinz Huesca (Aragon) besteht eine Partnerschaft.